# District d'Imst
Le district d'Imst Land est une subdivision territoriale du land du Tyrol en Autriche.

## Géographie

### Lieux administratifs voisins
| District de Reutte  | Bavière (Allemagne)                   |                           |
| District de Landeck |                                       | District d'Innsbruck-Land |
|                     | Province autonome de Bolzano (Italie) |                           |

## Communes
Le district d'Imst est subdivisé en 24 communes :
- Arzl im Pitztal
- Haiming
- Imst
- Imsterberg
- Jerzens
- Karres
- Karrösten
- Längenfeld
- Mieming
- Mils bei Imst
- Mötz
- Nassereith
- Obsteig
- Oetz
- Rietz
- Roppen
- Sankt Leonhard im Pitztal
- Sautens
- Silz
- Sölden
- Stams
- Tarrenz
- Umhausen
- Wenns